# ذا ديلي ستار (جريدة لبنانية)
ذا ديلي ستار (بالإنجليزية: The Daily Star) هي صحيفة يومية لبنانية باللغة الإنجليزية أسسها في 1952 كامل مروة ناشر صحيفة الحياة. يرأسه تحريرها رامي خوري.

## وصلات خارجية
- الموقع الرسمي